# ドラムバラ城
ドラムバラ城（ドラムバラじょう、英語: Drumburgh Caste）は、イングランドのカンブリア州ドラムバラにある中世のピール・タワーである。

## 歴史
元々、ピール・タワーは1307年にロバート・ルブラン（Robert le Brun）の手により、ハドリアヌスの長城の一部に存在する昔の塔があったバラ近くに建てられた。建設技術は建設用の壁からの赤色砂岩による石造建築が用いられた 。第2代ダクレ男爵のトーマス・ダクレは、同年代の人が「城と塔のどちらでもないが、強度のある邸宅」と表現した城を1518年に改築した。この邸宅は現代風に創作したジョン・アルグリオンビー（John Alglionby）により1678年から1681年にかけて再度改造された。今日におけるこの地所は当初の戸口や階段が異彩を放っており、（あとから付け加えられた）ダクレ男爵の紋章で装飾され、かつローマ様式の神殿部分が紋章に盛り込まれている。